# Ayumi Tanabe
Ayumi Tanabe (ur. w 1978 roku w Tokio) – japońska modelka.
Jedna z pierwszych najbardziej znanych japońskich modelek na rynku międzynarodowym, obok Ayako Kawahara i Devon Aoki.
W 1997 roku podpisała kontrakt z agencją Energy Model Agency w Tokio. Bardzo szybko przedostała się na światowe wybiegi. Jeszcze w tym samym roku znalazła się w Londynie i Paryżu. W latach 1997–2000 była główną modelką na pokazach kolekcji Christiana Diora. Przez kilka sezonów była muzą japońskiego projektanta mody Kenzo. Miała zaszczyt pracować z takimi projektantami światowego formatu jak: Anna Sui, Chanel, Jean Colonna, John Galliano, Lanvin, Ocimar Versolato, Vivienne Westwood, John Galliano i Helmut Lang.
Wielokrotnie brała udział w kampaniach reklamowych firmy Kenzo.